# Aimé Firmin Kouton
Aimé Firmin Kouton est un haut fonctionnaire béninois. Il occupe depuis juin 2016 le poste de préfet du département de Zou dans le sud du Bénin,,,,,. Il a été confirmé à ce poste après en avoir assumé l'intérim,,,pendant un moment.

## Carrière
Aimé Firmin Kouton est nommé préfet lors du conseil des ministres du mercredi 22 juin 2016 par le président béninois Patrice Talon,,.  